# 14 (roman)
14 est un roman de Jean Echenoz paru le 4 octobre 2012 aux éditions de Minuit. Court roman faisant une rupture par rapport aux trois biographies romancées successives publiées par l'auteur, il s'attache à la description des évènements de la Première Guerre mondiale, et d'une France qui entre de plain-pied dans l'ère industrielle, au travers des destinées de cinq hommes issus des classes moyenne et ouvrière et d'une femme. 14 fut très remarqué et positivement jugé par la critique littéraire.

## Écriture du roman
14 est le quinzième roman de Jean Echenoz. S’il peut être rapproché de L’Occupation des sols, un récit écrit en 1988, ce roman constitue une rupture après une série de trois romans biographiques — Ravel (2006) consacré au compositeur Maurice Ravel, Courir (2008) au coureur Emil Zátopek, et Des éclairs (2010) au physicien Nikola Tesla — en ne s'attachant pas à romancer la vie de grands hommes mais à dépeindre la sensibilité d'une époque, celle de la Première Guerre mondiale, au travers de l'histoire de simples Français engagés dans les combats ou touchés par eux. C'est à la suite de la lecture de carnets de guerre d'un soldat, retrouvés lors d'un décès dans les papiers de la belle-famille de Jean Echenoz, qu'il entreprend durant quelques mois de les retranscrire et d'en préciser les lieux des opérations et les mouvements de troupes,. Il s'attache ensuite à lire des ouvrages historiques consacrés à la période ainsi que les classiques de la littérature sur la Grande Guerre publiés par des écrivains ayant combattu (notamment La Peur de Gabriel Chevallier, Le Feu d'Henri Barbusse, Les Croix de bois de Roland Dorgelès, Civilisation de Georges Duhamel, À l'Ouest, rien de nouveau d'Erich Maria Remarque) et à voir des archives cinématographiques. Progressivement l'envie de travailler sur cette période lui vient ; il entreprend alors de créer une fiction à partir des éléments recueillis,.
Pour l'écriture de son roman, Jean Echenoz décide de s'écarter volontairement des descriptions précises et historiques des évènements, cet « opéra sordide et puant » mille-fois décrit, pour élaborer un bref roman sur l'intérieur de la guerre « à hauteur d'homme ». Jean Echenoz s'attache tout particulièrement dans ce roman à travailler la musicalité de la phrase, son tempo, en « coupant, écrémant, et essorant le texte » pour aboutir à une partition resserrée. Les prénoms de quatre poilus sont atypiques et ont été choisis pour leur rythme : celui du personnage principal, Anthime, lui est inspiré sur un monument aux morts en Picardie, celui de Padioleau fut trouvé dans des documents historiques, et Arcenel lui est spontanément venu,.

## Résumé

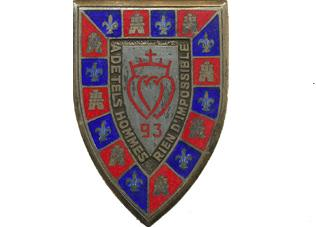
Insignes du d'infanterie, composé principalement de Vendéens.

Anthime Sèze travaille comme comptable, dans l'usine Borne-Sèze qui fabrique des chaussures en Vendée, quand la mobilisation générale l'incorpore dans le 93e régiment d'infanterie de l'armée française qui s'en va, confiante, écraser les Allemands en quelques semaines... Il retrouve dans son régiment ses amis de pêche et du café : Arcenel le bourrelier, Bossis l'équarisseur, et Padioleau le garçon-boucher ainsi que son frère aîné Charles Sèze, administrateur de l'usine, avec lequel il s'est toujours senti mal à l'aise et méprisé. Tous deux vivent séparément une histoire amoureuse singulière avec la même femme, Blanche Borne, fille unique de la famille propriétaire de l'usine.
Blanche est enceinte de Charles. Grâce à ses relations, elle réussit à le faire muter comme photographe dans la toute jeune aviation de reconnaissance, pensant ainsi le préserver des dangers du front. Celui-ci est abattu en septembre 1914 à bord de son Farman F.37 au-dessus de Jonchery-sur-Vesle. Petit à petit le front s'enlise dans une guerre de tranchées où les hommes ne sont plus déplacés à pied sur des centaines de kilomètres mais s'enterrent comme des bêtes dans des boyaux boueux. Au rythme des attaques, retraites, et des pertes humaines considérables, les Poilus doivent lutter contre le froid, les poux et les rats, le mauvais ravitaillement en nourriture mais abondant en alcool que l'État-Major a décidé rapidement de pourvoir en quantité pour donner du cœur aux hommes qui montent en première ligne et amoindrir leur volonté de révolte. Anthime, Arcenel, Bossis et Padioleau s'arrangent pour se soutenir mutuellement et rester côte-à-côte au sein du régiment bien que n'appartenant pas aux mêmes compagnies. Jusqu'au jour où un éclat d'obus tue Bossis et arrache le bras droit d'Anthime qui sera soigné, démobilisé, et renvoyé chez lui, découvrant que Blanche a donné le jour à sa nièce, une petite Juliette.

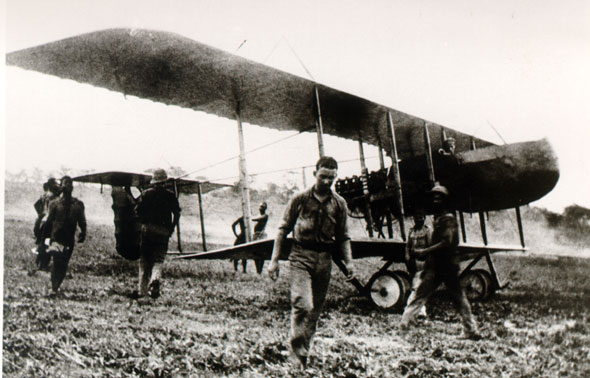
Avion Farman F.40 en 1916.

Après la mort de Bossis et le gazage de Padioleau, devenu aveugle, Arcenel se retrouve au printemps 1917 seul et sans soutien moral. Sans même réellement s'en apercevoir, il s'enfonce un jour sans arme, sans sac et sans papiers militaires dans la forêt en retrait des lignes pour goûter à la renaissance de la saison et s'éloigner de la misère du front. Arrêté par des gendarmes territoriaux qui traquent les déserteurs, il est jugé expressément le lendemain comme tel et fusillé au petit matin par ses compagnons de régiment. Invalide de guerre, Anthime obtient une place dans le conseil d'administration de l'entreprise Borne-Sèze qui désormais prospère au cours d'une quatrième année de conflit grâce aux besoins en chaussures toujours plus nombreux à la suite de pertes considérables en hommes. Malfaçons et piètre qualité volontaires, gains sur les coûts de production mais pas sur le prix de vente à l'armée, la société Borne-Sèze est jugée à Paris au tribunal de commerce lors d'un procès où Anthime et Blanche vont la représenter, défendre leurs intérêts, et s'unir.

## Réception critique

### En France
Le Monde des livres juge que la grande réussite du roman réside dans la capacité de son auteur, grâce à son style, son « acuité » et sa « délicatesse », à « rendre sensible, avec une précision autorisant une forme de burlesque, la multiplicité des expériences nouvelles auxquelles se trouvent confrontés les soldats » considérant que ce roman « concentre et synthétise le meilleur de l'écriture échenozienne, ». Bernard Pivot dans Le Journal du dimanche explique que tout le travail du romancier a consisté à laisser au lecteur la liberté d'imaginer et de créer des émotions autour de la vie des protagonistes et de leur drames, Jean Echenoz ayant décidé en la matière d'une « retenue particulièrement impressionnante », que La Quinzaine littéraire qualifie d'« émouvante simplicité ». Le journal Politis souligne également que le roman « concentre toutes les réalités de la Première Guerre mondiale » et que son auteur, tel un « grand cinéaste », décide en toute maitrise de son sujet d'apporter un regard sélectif sur la vie de ces hommes de « manière distanciée, souple, précise » louant la « plume élégante » du romancier. C'est également l'élégance du style — « la saveur des termes, la musique de la phrase, l'ironie du ton s'amplifi[a]nt à chaque reprise » — et l'économie des mots qui est souligné dans L'Express, « [l]es images millimétrées et [l]a langue pesée au trébuchet » pour L'Humanité, ainsi que par La Croix, la capacité de l'auteur à « colorer tout un paragraphe » avec le seul usage virtuose d'un adjectif ou d'un adverbe « parachuté » au bon endroit, « transmu[ant] en mots sensations et sons ». Pour Philippe Lefait dans l'émission Des mots de minuit ou pour Nathalie Crom dans Télérama, avec 14 le style de Jean Echenoz est porté par une « phrase qui atteint aujourd'hui sa perfection. Maîtrisée, renversante, superbe jusque dans ses feints relâchements » dans ce qui est pour Jean-Claude Lebrun de L'Humanité « l’un des plus remarquables [romans] proposés par l’auteur depuis ses débuts en 1979 ».
À l'inverse, Claude Durand dans La Revue est extrêmement critique avec le roman qu'il qualifie de « distillat de ces monceaux de lettres de Poilus » que, selon lui, Jérôme Lindon fondateur des éditions de Minuit n'aurait pas publié, attaquant tout particulièrement le style de l'auteur « saturant ses pages dans une langue à laquelle ne manque pas un imparfait du subjonctif, mais alourdie par tout un barda d'adverbes, de salves de participes présents [...], de négligences stylistiques, [...] et d'anthropomorphismes un peu bêtas ».
Dans son bilan littéraire de l'année le magazine culturel Les Inrocks inclus ce livre dans les 25 meilleurs livres de l'année 2012.

### À l'étranger
Lors de sa parution aux États-Unis en 2014, le roman est remarqué par la critique du New Yorker qui considère, malgré l'approche volontairement sélective et factuelle de la Grande Guerre par Jean Echenoz, que ce « roman idiosyncratique » s'écarte de la simple œuvre historique et touche « implicitement à la philosophie » tout en étant en passe de devenir un classique.

## Ventes
La première semaine après la parution, le roman est vendu à plus de 20 000 exemplaires, le mettant en seconde position du classement hebdomadaire derrière Une place à prendre de J. K. Rowling et devant L'Herbe des nuits de Patrick Modiano. Lors de la seconde semaine, 14 maintient son nombre de ventes et passe même en tête des classements des meilleures ventes en France devant J. K. Rowling qui chute fortement, confirmant ainsi l'excellente réception du roman, présenté notamment dans de nombreuses émissions télévisées culturelles (Des mots de minuit, La Grande Librairie) durant cette période, auprès des lecteurs. À la mi-novembre avant la remise des grands prix littéraires qui influencent profondément les ventes, le roman occupe toujours la troisième place du classement.

## Lecture théâtrale et exposition d'art contemporain
En 2014, Nicole Garcia décide d'adapter une lecture-spectacle du roman pour le théâtre, menée par quatre comédiens (elle-même, son fils Pierre Rochefort, Inès Grunenwald et Guillaume Poix) qui reprennent les éléments principaux de 14. Le spectacle est créé le 21 octobre 2014 au théâtre du Rond-Point à Paris, puis est donné en tournée en France à l'automne-hiver.
La même année, le collectif d'artistes contemporains « Nous trois » acquiert 196 exemplaires de 14 pour monter des boites en plexiglas regroupant chacune quatorze exemplaires du roman, agrémentées d'une phrase extraite de celui-ci, choisie et manuscrite par son auteur sur le dos de l'ultime livre. À la suite d'un accident certains livres ont été abimés et le collectif demanda à Jacques Villeglé, précurseur du mouvement Nouveau réalisme, d'appliquer son travail de lacération/collage sur les ouvrages endommagés. L'ensemble est présenté à la galerie Nicolas Deman, rue Jacques-Callot à Paris, au mois de septembre 2014.

## Éditions et traductions
- Les Éditions de Minuit, 2012  (ISBN 978-2-707-32257-9).
- (en) 1914, traduit par Linda Coverdale, The New Press, New York, 120 p., 2014  (ISBN 978-1-595-58911-8).
- (es) 14, traduit par Javier Albiñana, éditions Anagrama, Barcelone, 104 p., 2013  (ISBN 978-8-433-97873-8).
- (it) ’14, traduit par Giorgio Pinotti, éditions Adelphi, Milan, 110 p., 2014  (ISBN 978-8-845-92926-7).
- (de) 14, traduit par Hinrich Schmidt-Henkel, éditions Hanser, Berlin, 128 p., 2014,  (ISBN 978-3-446-24500-6).
- (ja) 1914, traduit par Nobuo Naito, Suiseisha, Tokyo, 144 p., 2015  (ISBN 978-4-8010-0127-5).